# Кунц, Евгений Сергеевич
Евгений Сергеевич Волков (род. 21 апреля 1993) — российский легкоатлет, специалист по бегу на средние и длинные дистанции. Выступает на профессиональном уровне с 2011 года, чемпион Европы по кроссу в командном зачёте, чемпион России по кроссу, победитель и призёр ряда крупных всероссийских стартов. Представляет Алтайский край и Москву. Мастер спорта России международного класса.

## Биография
Евгений Кунц родился 21 апреля 1993 года. Уроженец города Барнаула Алтайского края, занимался лёгкой атлетикой под руководством тренеров С. И. Мануйлова и С. А. Осипова.
Впервые заявил о себе в сезоне 2011 года, когда в беге на 2000 метров стал седьмым на Мемориале Булатовых в Омске.
В 2013 году вошёл в состав российской сборной и выступил на чемпионате Европы по кроссу в Белграде, где занял 35-е место в личном зачёте молодёжной категории и вместе с соотечественниками стал пятым в командном зачёте.
В 2014 году в беге на 5000 метров взял бронзу на Мемориале братьев Знаменских в Жуковском, получил серебро на чемпионате России среди молодёжи в Саранске и на Всероссийской Спартакиаде в Саранске. На кроссовом чемпионате Европы в Самокове сошёл с дистанции в молодёжной гонке, при этом россияне всё равно стали победителями командного зачёта.
В 2015 году Кунц выиграл зимнее и летнее молодёжные первенства России. Принимал участие в молодёжном европейском первенстве в Таллине, где в программе бега на 5000 метров показал 15-й результат. Кроме того, в этом сезоне выиграл кросс на 10 км на осеннем чемпионате России по кроссу в Оренбурге.
В 2016 году на зимнем чемпионате России в Москве стал бронзовым призёром в беге на 1500 метров.
На чемпионате России 2017 года в Жуковском завоевал серебряную и бронзовую награды в дисциплинах 1500 и 5000 метров соответственно.
В 2018 году в 1500-метровом беге стал бронзовым призёром на Мемориале братьев Знаменских в Жуковском, в 5000-метровом беге финишировал третьим на командном чемпионате России в Смоленске.
В 2019 году в дисциплине 1500 метров завоевал бронзовую награду на зимнем чемпионате России в Москве. Участвовал в Европейских играх в Минске, где занял 16 место в программе гонки преследования.
В 2020 году на зимнем чемпионате России в Москве вновь стал бронзовым призёром в беге на 1500 метров, при этом на летнем чемпионате России в Челябинске так же был третьим.
На чемпионате России 2021 года в Чебоксарах выиграл бронзовые медали на дистанциях 1500 и 5000 метров.
В 2022 году с результатом 2:24:59 занял 13-е место на чемпионате России по марафону в Сочи. Помимо этого, стал бронзовым призёром в дисциплине 5000 метров на летнем чемпионате России в Чебоксарах.
В 2023 году отметился победой на осеннем чемпионате России по кроссу в Оренбурге.
За выдающиеся спортивные достижения удостоен почётного звания «Мастер спорта России международного класса».